# Trophée Gazet van Antwerpen 1988-1989
Navigation
1987-1988 1989-1990
Le Trophée Gazet van Antwerpen 1988-1989 est la 2e édition du Trophée Gazet van Antwerpen, compétition de cyclo-cross organisée par le quotidien belge néerlandophone Gazet van Antwerpen.

## Résultats
| Date         | Lieu                  | Vainqueur       | Deuxième       | Troisième           |
| ------------ | --------------------- | --------------- | -------------- | ------------------- |
| 1er novembre | Putte                 | Guy Van Dijck   | Danny De Bie   | Rudy De Bie         |
| 11 novembre  | Niel - Jaarmarktcross | Rudy De Bie     | Roland Liboton | Radomír Šimůnek sr. |
| 10 décembre  | Essen - GP Rouwmoer   | Dirk Pauwels    | Rudy De Bie    | Ludo Belmans        |
| 26 décembre  | Mol                   | Paul De Brauwer | Guy Van Dijck  | Huub Kools          |
| 28 décembre  | Loenhout - Azencross  | Roland Liboton  | Ivan Messelis  | Hennie Stamsnijder  |
| 31 décembre  | Rijkevorsel           | Paul De Brauwer | Guy Van Dijck  | Dirk Pauwels        |
| 18 février   | Breendonk             | Danny De Bie    | Guy Van Dijck  | Ludo De Rey         |

## Classement final
| #   | Coureur              | Points |
| --- | -------------------- | ------ |
| 1.  | Guy Van Dijck        | 157    |
| 2.  | Rudy De Bie          | 147    |
| 3.  | Dirk Pauwels         | 140    |
| 4.  | Huub Kools           | 129    |
| 5.  | Paul De Brauwer      | 128    |
| 6.  | Wim Lambrechts       | 124    |
| 7.  | Kurt De Roose        | 116    |
| 8.  | Daniel Van Den Bosch | 105    |
| 9.  | Alex Moonen          | 103    |
| 10. | Ivan Messelis        | 102    |

## Résultats détaillés
| #  | Coureur              | Temps |
| -- | -------------------- | ----- |
| 1  | Guy Van Dijck        |       |
| 2  | Danny De Bie         |       |
| 3  | Rudy De Bie          |       |
| 4  | Alex Moonen          |       |
| 5  | inconnu              |       |
| 6  | Daniel Van Den Bosch |       |
| 7  | Kurt De Roose        |       |
| 8  | Gustaaf Van Bouwel   |       |
| 9  | Ludo Belmans         |       |
| 10 | Ludo De Rey          |       |

| #  | Coureur              | Temps |
| -- | -------------------- | ----- |
| 1  | Rudy De Bie          |       |
| 2  | Roland Liboton       |       |
| 3  | Radomír Šimůnek sr.  |       |
| 4  | Wim Lambrechts       |       |
| 5  | Rudy Thielemans      |       |
| 6  | Daniel Van Den Bosch |       |
| 7  | Rudy Van Craen       |       |
| 8  | Paul De Brauwer      |       |
| 9  | Frank Groenendaal    |       |
| 10 | Jurgen De Wit        |       |

| #  | Coureur         | Temps |
| -- | --------------- | ----- |
| 1  | Dirk Pauwels    |       |
| 2  | Rudy De Bie     |       |
| 3  | Ludo Belmans    |       |
| 4  | Huub Kools      |       |
| 5  | Wim Lambrechts  |       |
| 6  | Guy Van Dijck   |       |
| 7  | Kurt De Roose   |       |
| 8  | Alex Heremans   |       |
| 9  | Pierre Frijters |       |
| 10 | Ivan Messelis   |       |

| #  | Coureur              | Temps |
| -- | -------------------- | ----- |
| 1  | Paul De Brauwer      |       |
| 2  | Guy Van Dijck        |       |
| 3  | Huub Kools           |       |
| 4  | Dirk Pauwels         |       |
| 5  | Adrie van der Poel   |       |
| 6  | Walter Marijnissen   |       |
| 7  | Kurt De Roose        |       |
| 8  | Marc Janssens        |       |
| 9  | Eddy Van Bouwel      |       |
| 10 | Daniel Van Den Bosch |       |

| #  | Coureur            | Temps |
| -- | ------------------ | ----- |
| 1  | Roland Liboton     |       |
| 2  | Ivan Messelis      |       |
| 3  | Hennie Stamsnijder |       |
| 4  | Dirk Pauwels       |       |
| 5  | Guy Van Dijck      |       |
| 6  | Rudy De Bie        |       |
| 7  | Huub Kools         |       |
| 8  | Eddy De Bie        |       |
| 9  | Wim Lambrechts     |       |
| 10 | Kurt De Roose      |       |

| #  | Coureur              | Temps |
| -- | -------------------- | ----- |
| 1  | Paul De Brauwer      |       |
| 2  | Guy Van Dijck        |       |
| 3  | Dirk Pauwels         |       |
| 4  | Christian Hautekeete |       |
| 5  | Wim Lambrechts       |       |
| 6  | Paul Herijgers       |       |
| 7  | Huub Kools           |       |
| 8  | Kurt De Roose        |       |
| 9  | Rudy De Bie          |       |
| 10 | Ivan Messelis        |       |

| Manche 7 Breendonk \| # \| Coureur \| Temps \| \| -- \| --------------- \| ----- \| \| 1 \| Danny De Bie \| \| \| 2 \| Guy Van Dijck \| \| \| 3 \| Ludo De Rey \| \| \| 4 \| Paul De Brauwer \| \| \| 5 \| Rudy De Bie \| \| \| 6 \| Huub Kools \| \| \| 7 \| Alex Moonen \| \| \| 8 \| Wim Lambrechts \| \| \| 9 \| Dirk Pauwels \| \| \| 10 \| Paul Lauwaert \| \| |                 |       |
| # | Coureur         | Temps |
| 1 | Danny De Bie    |       |
| 2 | Guy Van Dijck   |       |
| 3 | Ludo De Rey     |       |
| 4 | Paul De Brauwer |       |
| 5 | Rudy De Bie     |       |
| 6 | Huub Kools      |       |
| 7 | Alex Moonen     |       |
| 8 | Wim Lambrechts  |       |
| 9 | Dirk Pauwels    |       |
| 10 | Paul Lauwaert   |       |